# Marcial Mendoza
Marcial Mendoza Cruz (Guadalajara, Jalisco México 23 de febrero de 1967) es un exfutbolista mexicano que jugaba de defensa y su primer equipo fue el Club Necaxa.

## Trayectoria
Su debut en el máximo circuito ocurrió el 30 de septiembre de 1990 en un 3-2 victoria del Deportivo Toluca sobre Club Necaxa. Su primer gol en la liga profesional mexicana, anotó en el minuto  20 a sólo tres semanas de haber debutado en 1990 partido en casa contra Correcaminos de la UAT. Con su gol a 03:01 en el minuto 74 había previsto la ronda preliminar con una victoria por 4-1 de su equipo. En general, el defensor de entrar en la temporada 1990/91, para las siguientes temporadas decallo apenas dos partidos jugados.
con el Club Necaxa ganó el título de Liga dos temporadas consecutivas desde 1994 hasta 1995, y 1995/96, también ganó en la temporada 1994/95 y el mexicano competición de la Copa y por el doble en el mismo tiempo sin pelear la Supercopa.
Después de tener poca actividad con los Rayos es transferido al Monarcas Morelia donde no logra consolidarse y tras no colocarse con ningún club en primera deambuló en la Primera División "A".
Fue visor del Club Necaxa durante 2008 trabajando en las fuerzas básicas también ha estado como auxiliar técnico en varios equipos.

### Clubes
| Club                | País          | Año           | Partidos | Goles | Media |
| ------------------- | ------------- | ------------- | -------- | ----- | ----- |
| Club Necaxa         | México        | 1988-1996     | 139      | 5     | 0.04  |
| Atlético Morelia    | México        | 1996          | 5        | 0     | 0     |
| Unión de Curtidores | México        | 1997-1998     | 51       | 1     | 0.02  |
| Total carrera       | Total carrera | Total carrera | 195      | 6     | 0.03  |

## Palmarés

### Campeonatos nacionales
| Título              | Club   | País   | Año     |
| ------------------- | ------ | ------ | ------- |
| Copa México         | Necaxa | México | 1994-95 |
| Primera División    | Necaxa | México | 1994-95 |
| Supercopa de México | Necaxa | México | 1994-95 |
| Primera División    | Necaxa | México | 1995-96 |